# Doroteo Alimari
Doroteo Alimari (Venezia, 1650 – 1727) è stato uno scienziato italiano che si dedicò a studi di matematica, di geografia fisica e di arte militare.

## Biografia
Nacque a Venezia in una famiglia di origini milanesi e fin dalla gioventù si dedicò agli studi. Quel poco che si conosce della sua vita è circostanziato alla pubblicazione delle sue opere.
Nel 1684 pubblicò a Venezia una sua traduzione italiana dell'Assedio di Vienna di Johann Peter von Vaelckern, a cui fece seguire alcune delle sue opere più importanti.
Nell'ottobre del 1700 indirizzò al doge di Venezia uno scritto intitolato Scrittura per la facitura del disegno della Morlacca e del paese in vicinanza del fiume Zermagna, conservato ancora oggi presso la Biblioteca nazionale Marciana. Di notevole importanza fu la sua opera, rimasta inedita, di argomento militare Il capitano d'artiglieria, dedicata al generale spagnolo don Diego Filippo de Guzmán e anch'essa conservata presso la Biblioteca Marciana.
Alimari si impose sul piano scientifico europeo con la pubblicazione dell'opera Longitudinis aut terra aut mari investigandæ methodus, edita a Londra nel 1715, il cui apparato iconografico fu curato dal pittore Sebastiano Ricci. L'opera venne premiata dal Parlamento britannico, il che contribuì a farle avere l'attenzione della stampa scientifica dell'epoca.
Acquisita fama internazionale, venne invitato nel 1716 in Russia per offrire le sue competenze matematiche nell'arte della guerra.
Morì nel 1727.

## Opere
- Vienna assediata da Turchi, & liberata da christiani, o sia Narratione giornaliera dell'assedio di Vienna incominciato da 6 di maggio sino alli 15 settembre 1683, Venezia 1684. (Traduzione)
- Instruttioni militari appropriate all'uso moderno di guerreggiare, Venezia, Girolamo Albrizzi, 1692.
- Scrittura per la facitura del disegno della Morlacca e del paese in vicinanza del fiume Zermagna, Venezia 1700 (inedita)
- (LA)  Acierum instruendarum systema novum, quo in usum deducto, exiguae ..., Venezia 1703.
- (LA) Longitudinis aut terra aut mari investigandæ methodus, Londra, 1705.